# 1972 v dopravě
Tento článek obsahuje seznam událostí souvisejících s dopravou, které proběhly roku 1972.

## Události
- 1. července 1972

 Byl ukončen provoz na Nádraží Praha-Těšnov, které fungovalo od roku 1875.
- 2. července 1972

 Byl ukončen provoz trolejbusů v Římě, který zde fungoval od roku 1937.
- 2. září 1972

 Dokončením výstavby úseku dálnice D1 Kývalka – Brno-západ o délce 8 km byla jihomoravská metropole napojena na dálnici.
- 5. září 1972

 Na zkušebním okruhu u Cerhenic dosáhla lokomotiva E469.3030 rychlosti 219 km/h – nový rychlostní rekord československé lokomotivy.
- 18. září 1972

 V São Paulu je zprovozněn první úsek metra.
- 12. října 1972

Dlouho nevyužívaná železniční trať Křimov – Reitzenhain byla formálně zrušena.
- 16. října 1972

 V Praze zanikla trolejbusová síť.
- 30. října 1972

 Vzhledem k husté mlze přehlédl strojvedoucí rychlíku návěst a u Schweinsburg-Cultenu havaroval s dalším vlakem. Nehoda si vyžádala 22 obětí a 70 zraněných.
- 25. prosince 1972

 V Petrohradském metru byl otevřen nový úsek první linky mezi stanicemi Moskovskaja – Kupčino.
- 31. prosince 1972

 V Moskevském metru byla otevřena Krasnopresněnská linka; její první úsek mezi stanicemi Barrikadnaja a Okťabrskoje pole.